# 謝爾納河

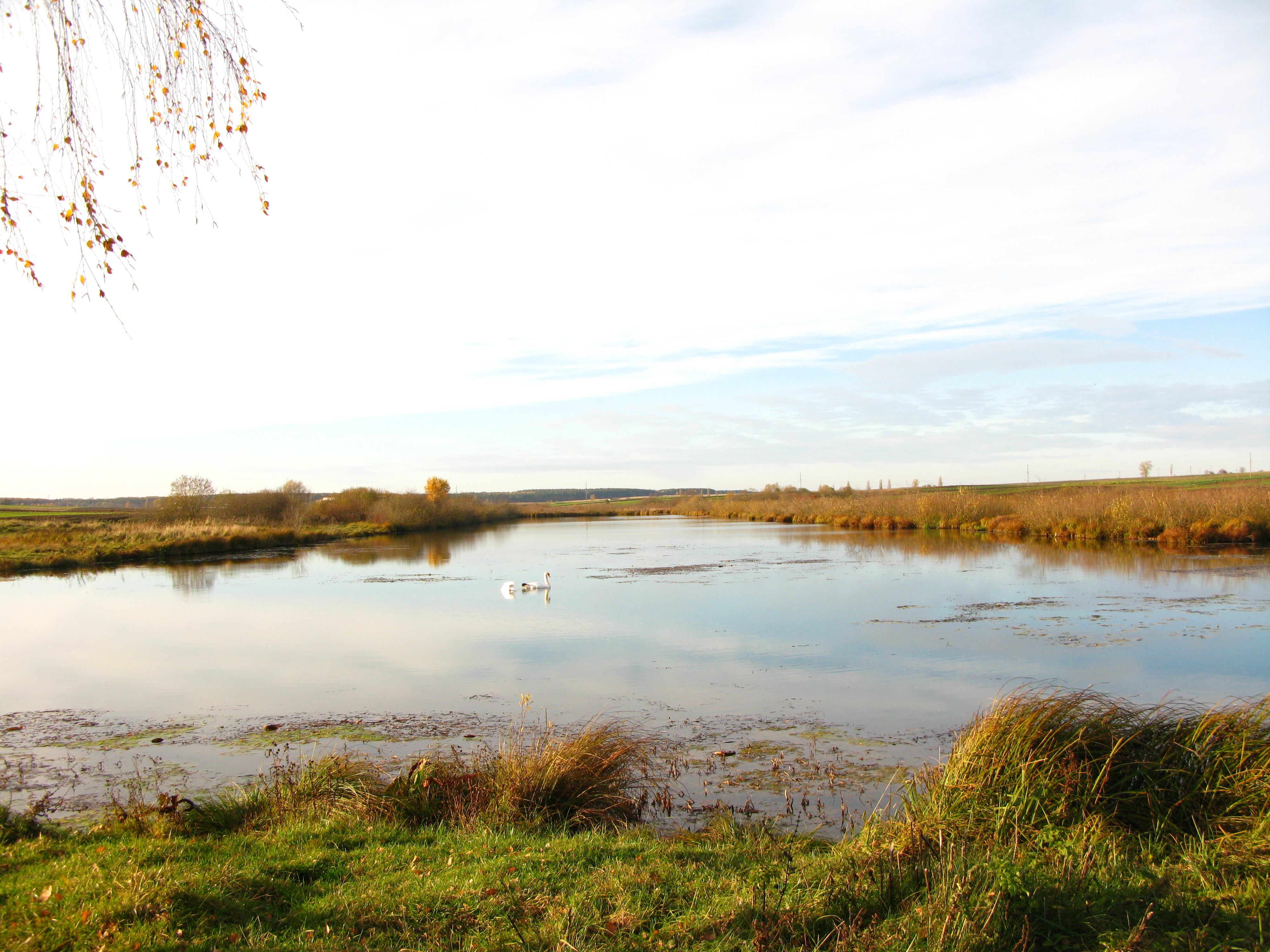

塞爾納河（烏克蘭語：Серна），是烏克蘭西北部的河流，屬於斯特里河的左支流。該河流經沃倫州的沃洛德米爾區和盧茨克區，河道全長34公里，流域面積271平方公里。